# 西江原町
西江原町（にしえばらちょう）は、岡山県後月郡にあった町。

## 歴史
- 1889年（明治22年）6月1日 - 町村制の施行により、後月郡西江原村が村制施行し、西江原村が発足。
- 1925年（大正14年）4月1日 - 町制施行し西江原町が発足。
- 1953年（昭和28年）4月1日 - 後月郡井原町、高屋町、荏原村、木之子村、県主村、青野村、山野上村、小田郡稲倉村・大江村と合併して井原市を新設して消滅。